# Оей
́Оей (яп. 応永 — оей,  "відповідна тривалість") — ненґо, девіз правління імператора Японії з 1394 по 1428 роки. Третій за довжиною (35 років) після ненґо Сьова  і Мейдзі.

## Причина зміни
- 5 рік Мейтоку (1394) 5 число 7 місяця — змінено старий ненґо у зв'язку із епідемією.

## Походження
Взято з класичного китайськкого твору "Кай-йо" (会要) "久応称之、永有天下"

## Хронологія
- 4 рік (1397) — Початок будівництва Кінкакудзі;
- 6 рік (1399) — Початок "війни років Оей". Оуті Йосіхіро повстав проти Асікаґи Йосіміцу і підняв війська у Сакаї ;
- 8 рік (1401) — Відправка посольства до китайської імперії Мін від Асікаґи Йосіміцу. Відновлення дипломатичних відносин між Китаєм і Японією. Початок китайсько-японської торгівлі;
- 18 hsr (1411) — Заборона мінським послам вступати до Кіото. Розрив відносин між Китаєм і Японією.
- 19 рік (1412) —  імператор Ґо-Комацу передав трон імператору Сьоко;
- 21 рік (1414) —  інтронація імператора Сьоко;
- 26 рік (1419) — Вторгнення років Оей. Корейська династія Чосон, під приводом покарання японських піратів, плюндрує землі Цусіми.

## Порівняльна таблиця
| Роки Оей                | 1    | 2    | 3    | 4    | 5    | 6    | 7    | 8    | 9    | 10   |
| Григоріанський календар | 1394 | 1395 | 1396 | 1397 | 1398 | 1399 | 1400 | 1401 | 1402 | 1403 |
| Китайський календар     | 甲戌 | 乙亥 | 丙子 | 丁丑 | 戊寅 | 己卯 | 庚辰 | 辛巳 | 壬午 | 癸未 |
| Роки Оей                | 11   | 12   | 13   | 14   | 15   | 16   | 17   | 18   | 19   | 20   |
| Григоріанський календар | 1404 | 1405 | 1406 | 1407 | 1408 | 1409 | 1410 | 1411 | 1412 | 1413 |
| Китайський календар     | 甲申 | 乙酉 | 丙戌 | 丁亥 | 戊子 | 己丑 | 庚寅 | 辛卯 | 壬辰 | 癸巳 |
| Роки Оей                | 21   | 22   | 23   | 24   | 25   | 26   | 27   | 28   | 29   | 30   |
| Григоріанський календар | 1414 | 1415 | 1416 | 1417 | 1418 | 1419 | 1420 | 1421 | 1422 | 1423 |
| Китайський календар     | 甲午 | 乙未 | 丙申 | 丁酉 | 戊戌 | 己亥 | 庚子 | 辛丑 | 壬寅 | 癸卯 |
| Роки Оей                | 31   | 32   | 33   | 34   | 35   |      |      |      |      |      |
| Григоріанський календар | 1424 | 1425 | 1426 | 1427 | 1428 |      |      |      |      |      |
| Китайський календар     | 甲辰 | 乙巳 | 丙午 | 丁未 | 戊申 |      |      |      |      |      |